# 平田雄三
平田雄三，男性，福岡縣出身，是一名日本動畫師及同人誌作者。

## 部分參加作品

### 電視動畫
1990年代
- 忍空 （原畫）
- 魔法少女砂沙美（OP原畫・原畫）
- 勇者王 （原畫）
- 新・天地無用!（原畫）
- 吸血姬美夕（原畫）
- 名偵探柯南 （原畫）
- 青澀寶貝（原畫）
- 頭文字D （原畫）
- 天生一對 （OP原畫）
- 地球防衛企業 （原畫）
- 無限的未知 （原畫）
- The Big O second season （原畫）

2000年代
- 棋靈王 （原畫）
- G-on少女騎士團 （人物設計・總作畫監督）
- COSPLAY症候群 （人物設計・總作畫監督・OP作畫監督・原畫）
- 袖珍女侍小梅 （人物設計・作畫監督・原畫）
- 銀河戰警 （Eyecatch・原畫）
- 馳風！競艇王 （OP原畫）
- 花右京女侍隊 -LaVerite- （原畫）
- 機動戰士高達 SEED DESTINY （原畫）
- 索斯機械獸V （原畫）
- 鍊金三級魔法少女（人物設計・總作畫監督）
- 嬌蠻之吻 CoolxSweet （作畫監督・原畫）
- 親愛芳鄰 （原畫）
- 天元突破 紅蓮螺巖 （作畫監督・原畫）
- 造夢同人誌 （原畫）
- 十字架與吸血鬼 （作畫監督・原畫）
- 強襲魔女 （總作畫監督・設計協力）
- 屍姬 赫 （作畫監督）
- 道子與哈金 （原畫）
- 女王之刃 流浪戰士  （副人物設計）
- BASQUASH! （主力動畫師・作畫監督）
- 女王之刃 王位繼承者 （原畫）
- 天降之物 （原畫）

2010年代
- Angel Beats! （人物設計・總作畫監督）
- 斷裁分離的罪惡之剪 （人物設計・總作畫監督・OP作畫監督・作畫監督）
- KILL la KILL（第二原畫．作畫監督補助．作畫監督）
- 日常生活中的異能戰鬥（作畫監督）
- NINJA SLAYER忍者殺手（作畫監督）
- 槍與面具 （原畫）
- 女武神驅動 美人魚（OP作畫監督）
- 幸運邏輯 （總作畫監督）
- 徒然喜歡你 （作畫監督）
- 結城友奈是勇者-勇者之章- （原畫・作畫監督補助・作畫監督）
- 刀使巫女（原畫）
- 惡魔高校D×D HERO （作畫監督・作畫監督補助）
- Endro～！（ED原畫・作畫監督・怪獸作畫監督）

2020年代
- 前說！（人物設計・總作畫監督）
- 陰陽眼見子（作畫監督・總作畫監督）
- 終末的後宮（作畫監督）
- 神渣☆偶像（作畫監督）
- 星靈感應（作畫監督）
- 蔚藍檔案 The Animation（作畫監督）
- 終究，與你相戀。（總作畫監督）
- 涅庫羅諾美子的宇宙恐怖秀（作畫監督）

### OVA
- 天地無用！魎皇鬼 第2期（動畫・原畫）
- 戰一少女伊庫賽利翁（動畫）
- 神秘的世界（動畫・原畫）
- 魔法少女砂沙美（動畫）
- [紋身達人] 错误：{{Lang}}：无效参数：|3=（帮助）（原畫）
- [超人學園] 错误：{{Lang}}：无效参数：|3=（帮助）（原畫）
- Legend of Crystania （原畫）
- 水色 (全年齡版) （原畫）
- 天地無用！魎皇鬼　第3期（原畫）
- 咲日和（OP作畫監督）
- Holy Knight Light（人物設計）

## 外部連結
- 平田雄三的網誌－「火羅田的部屋」 （页面存档备份，存于）
- 平田雄三的網站